# زیلدیک
زیلدیک (به لاتین: Zildik) یک منطقهٔ مسکونی در روسیه است که در داغستان واقع شده‌است.